# Herdis Andrésdóttír
Herdis Andrésdóttír, född 1858, död 1939, var en isländsk poet. Hon var tvilling till Ólína Andrésdóttír.